# Bazylika archikatedralna św. Stanisława Kostki w Łodzi

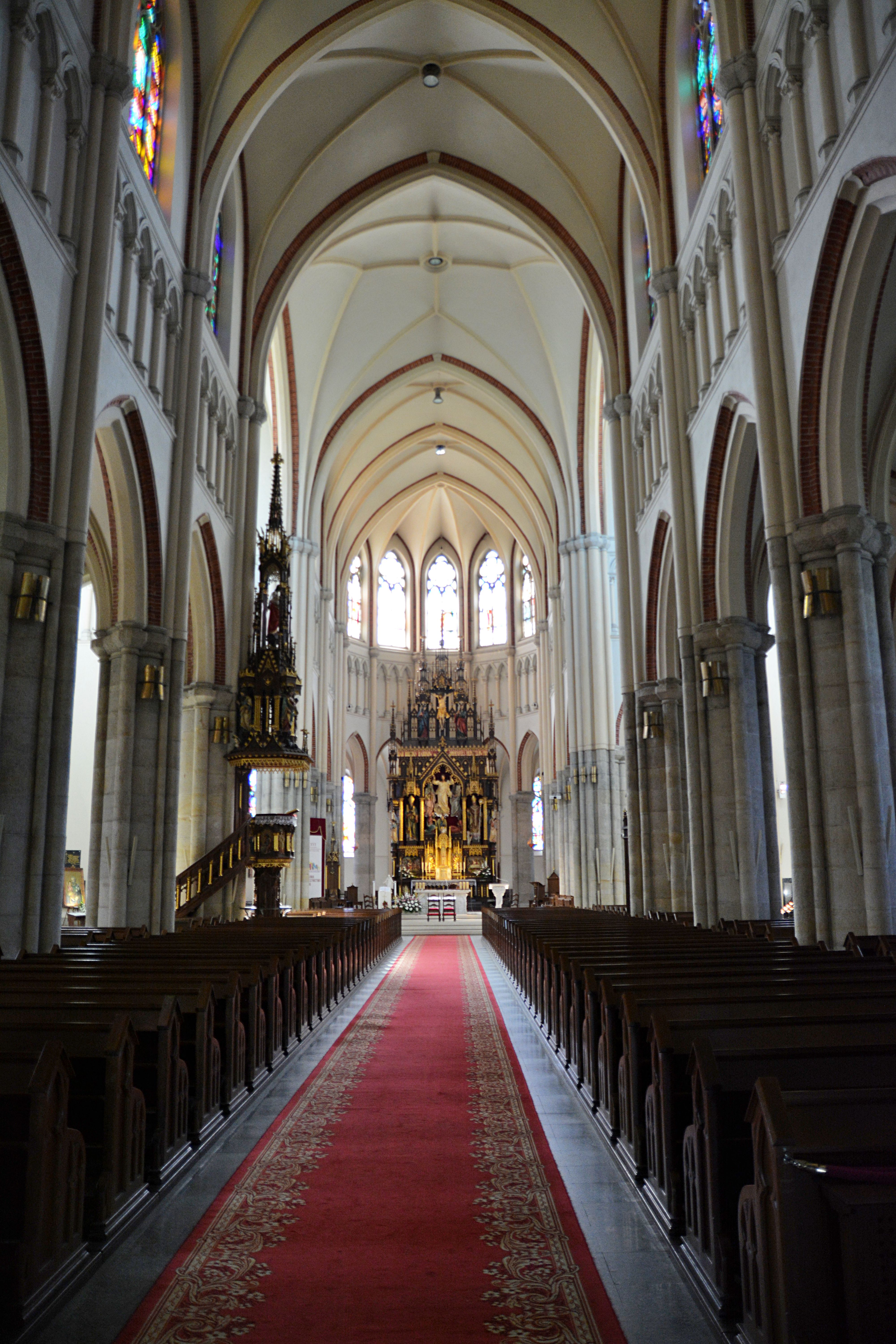
Wnętrze archikatedry łódzkiej

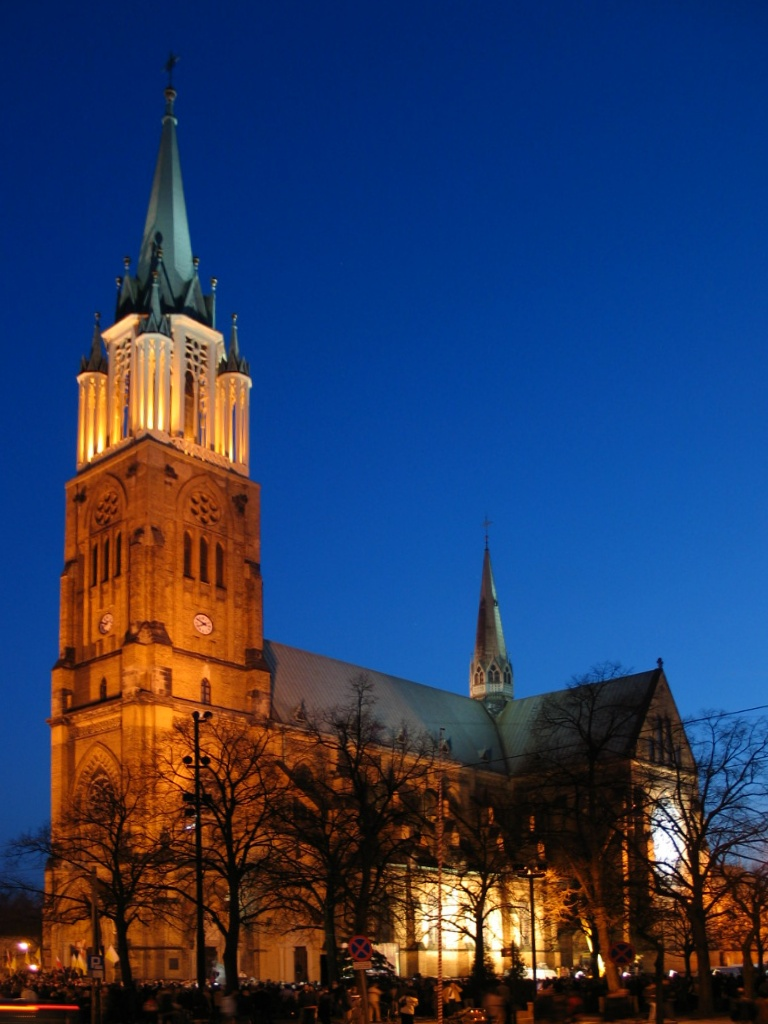
Katedra nocą

Bazylika archikatedralna św. Stanisława Kostki w Łodzi – rzymskokatolicki kościół parafialny wybudowany w latach 1901–1912, znajdujący się przy ulicy Piotrkowskiej 265 w Łodzi.

## Historia
Komitet budowy powołano w 1895, w jego skład weszli najwięksi łódzcy fabrykanci: Juliusz Teodor Heinzel, Edward Herbst, Juliusz Kunitzer, Józef Richter i Adolf Hoffrichter. Około 1897 władze miasta przeznaczyły część placu Szpitalnego pod budowę nowej (trzeciej w kolejności powstania) katolickiej świątyni. Ogłoszony w 1898 konkurs na projekt wygrała firma „Wende i Zarske” prowadzona przez Johannesa Wende i Adolfa Zarske, którzy zatrudnili do współpracy wówczas mało znanego architekta Emila Zillmanna. Nie jest znany stopień zaangażowania Zillmanna w realizację projektu. Mimo iż w latach 70. XX w. przypisywano mu wyłączne autorstwo projektu budynku, to współcześnie uznaje się Johannesa Wende i Adolfa Zarske jako pełnoprawnych współautorów. W 1900 oznaczenia działki pod budowę dokonało biuro pomiarów Zdzisława Kułakowskiego i Mikołaja Trąbczyńskiego. Do pierwotnego projektu poprawki, mające na celu powiększenie rozmiarów kościoła, wprowadzili Józef Pius Dziekoński, Sławomir Odrzywolski-Nałęcz i Stefan Szyller. Wnętrze zaprojektował wiedeński architekt Zygfryd Stern. Pieczę nad budową sprawowali architekci: Kazimierz Sokołowski, a od 1909 Kazimierz Stebelski.
Kamień węgielny poświęcił 16 czerwca 1901 arcybiskup warszawski Wincenty Chościak-Popiel. Budynek kościoła wybudowano w latach 1901–1912 z nieotynkowanej jasnożółtej cegły (w tzw. stylu Rohbau). 10 grudnia 1920 kościół św. Stanisława Kostki został podniesiony przez papieża Benedykta XV do rangi katedry a 15 października 1922 katedra została konsekrowana przez biskupa Wincentego Tymienieckiego.
W 1941 r. świątynia została ograbiona przez okupanta, zamieniona na magazyn wojskowy, a w jej krypcie urządzono hodowlę pieczarek.
Trójnawowa bazylika wzorowana jest na niemieckiej Ulmer Münster. Archikatedra łódzka jest najwyższym budynkiem Łodzi (ma 104,5 m wysokości) i jednym z najwyższych kościołów w Polsce.

## Kalendarium
- 1895: zawiązanie komitetu budowy kościoła parafialnego[3].
- 16 czerwca 1901: arcybiskup warszawski Wincenty Chościak-Popiel poświęcił kamień węgielny
- 1911: na dobudowanej obok kościoła dzwonnicy zawieszono dzwon „Zygmunt”, który był darem mieszkańców Łodzi.
- 1920: kościół stał się katedrą[3].
- 1922: świątynia została konsekrowana przez bp. Wincentego Tymienieckiego, pierwszego ordynariusza diecezji łódzkiej i dotychczasowego proboszcza parafii[3].
- 1927: dobudowano wieżę (hełm wieży wg projektu arch. J. Kabana[7]) i przewieszono dzwon „Zygmunt”.
- 1935–1936: wybudowano kryptę w podziemiach katedry, gdzie spoczywają szczątki biskupów łódzkich.
- 9 listopada 1941: ograbiona przez Gestapo z wszelkich kosztowności i szat liturgicznych i zamieniona na składy wojskowe.
- 1945: (po wyzwoleniu Łodzi) usunięto zniszczenia i odrestaurowano główny ołtarz.
- 11 maja 1971: spłonął dach; natychmiast przystąpiono do odbudowy.
- 1972: 16 grudnia otwarto ją ponownie.
- 1977: położono granitową posadzkę i stopnie przed prezbiterium oraz wyposażono je w ołtarz soborowy i stalle kanonickie, zamontowano także 58-głosowe organy (poprzednie zostały zniszczone przez pożar).
- 13 czerwca 1987 r. katedrę nawiedził Jan Paweł II.
- 1989: przyznanie przez papieża Jana Pawła II łódzkiej katedrze tytułu bazyliki mniejszej
- 1991: wykonano remont frontonu katedry.
- 1992: papież Jan Paweł II utworzył archidiecezję łódzką i świątynia zyskała miano archikatedry.

## Organy
Organy wybudowano na miejscu poprzednich organów Dominika Biernackiego, które uległy zniszczeniu w pożarze katedry w 1971 roku. Ich budowniczym jest Wolfgang Eisenbarth. Instrument ufundowały episkopaty Niemiec i Austrii. Organy o dyspozycji uniwersalnej nawiązują do historycznych instrumentów z epoki baroku.
W katedrze regularnie odbywają się koncerty i festiwale organowe.
Dyspozycja organów:
| Manuał I              | Manuał II           | Manuał III                   | Manuał IV         | Pedał                 |
| Hauptwerk             | Positiv             | Schwellwerk                  | Brustwerk         |                       |
| --------------------- | ------------------- | ---------------------------- | ----------------- | --------------------- |
| 1. Prinzipal 16'      | 1. Koppel 8'        | 1. Rohrdegeckt 16'           | 1. Salicional 8'  | 1. Prinzipal 32' *    |
| 2. Prinzipal 8'       | 2. Quintadena 8'    | 2. Prinzipal 8'              | 2. Holzflöte 4'   | 2. Prinzipal 16'      |
| 3. Amorosa 8'         | 3. Praestant 4'     | 3. Flute harm. 8'            | 3. Prinzipal 2'   | 3. Subbass 16'        |
| 4. Gemshorn 8'        | 4. Blockflöte 4'    | 4. Gamba 8'                  | 4. Quinte 1 1/3'  | 4. Oktavbass 8'       |
| 5. Octave 4'          | 5. Nasat 2 2/3'     | 5. Viola celeste 8'          | 5. Cimbel 3x 1/2' | 5. Ged. flöte 8'      |
| 6. Rohrflöte 4'       | 6. Schwegel 2'      | 6. Weitprinzipal 4'          | 6. Vox humana 8'  | 6. Choralbass 4'      |
| 7. Quinte 2 2/3'      | 7. Terz 1 3/5'      | 7. Dulzflöte 4'              |                   | 7. Rohrpfeife 2'      |
| 8. Oktave 2'          | 8. Flageolett 1'    | 8. Waldflöte 2'              |                   | 8. Basszink 3x 5 1/3' |
| 9. Cornett 5x 8'      | 9. Scharff 4x 2/3'  | 9. Terzsept. 1 3/5' + 1 1/7' |                   | 9. Mixtur 5x 2 2/3'   |
| 10. Grossmixtur 5x 2' | 10. Holzdulzian 16' | 10. Fourniture 5x 1 1/3'     |                   | 10. Bombarde 32'      |
| 11. Kleinmixtur 4x 1' | 11. Cromorne 8'     | 11. Basson 16'               |                   | 11. Posaune 16'       |
| 12. Trompete 16'      |                     | 12. Trompete 8'              |                   | 12. Trompete 8'       |
| 13. Trompete 8'       |                     | 13. Franz. oboe 8'           |                   | 13. Clarine 4'        |
|                       |                     | 14. Clairon 4'               |                   |                       |

## Dzwony
Na dzwonnicy wiszą cztery dzwony. 18 września 2011 na tymczasowej dzwonnicy zawieszono nowy dzwon „Serce Łodzi”. 1 czerwca dzwon ten został wciągnięty na wieżę katedry. 10 czerwca w dniu Święta Eucharystii zabił po raz pierwszy na wieży.
|                                | Waga (kg) | Ton uderzeniowy | Rok odlania | Odlewnia                           |
| ------------------------------ | --------- | --------------- | ----------- | ---------------------------------- |
| Mały dzwon                     | ~650 kg   | g’              | XX w.       | Böhler, Kapfenberg                 |
| Średni dzwon                   | ~1100 kg  | e’              | XX w.       | Böhler, Kapfenberg                 |
| Duży dzwon                     | ~1900 kg  | cis’(+)         | XX w.       | Böhler, Kapfenberg                 |
| Największy dzwon „Serce Łodzi” | ~2500 kg  | cis’            | 2011        | Ludwisarnia Felczyńskich, Taciszów |

## Galeria

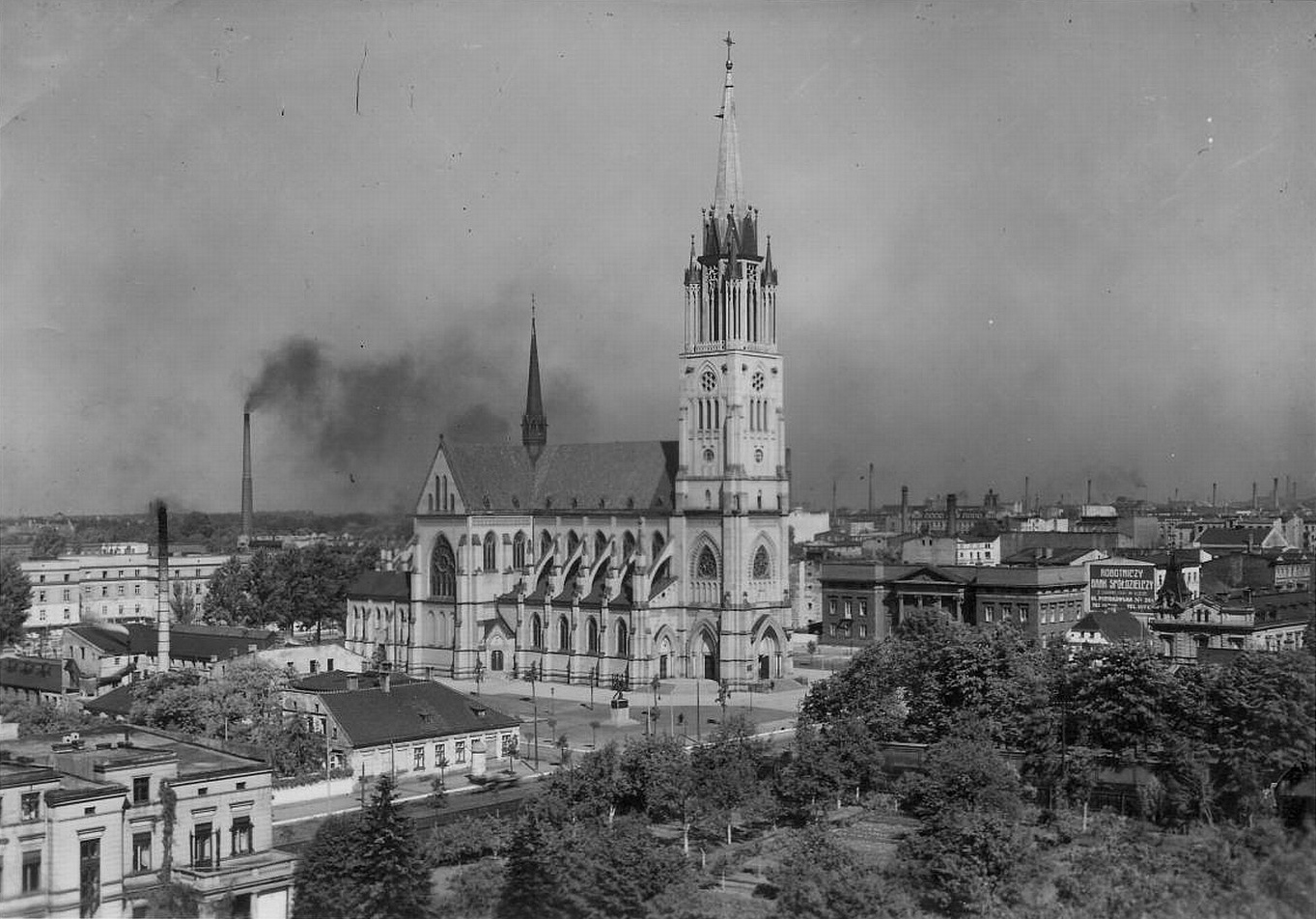
Bazylika archikatedralna (zdjęcie arch.)
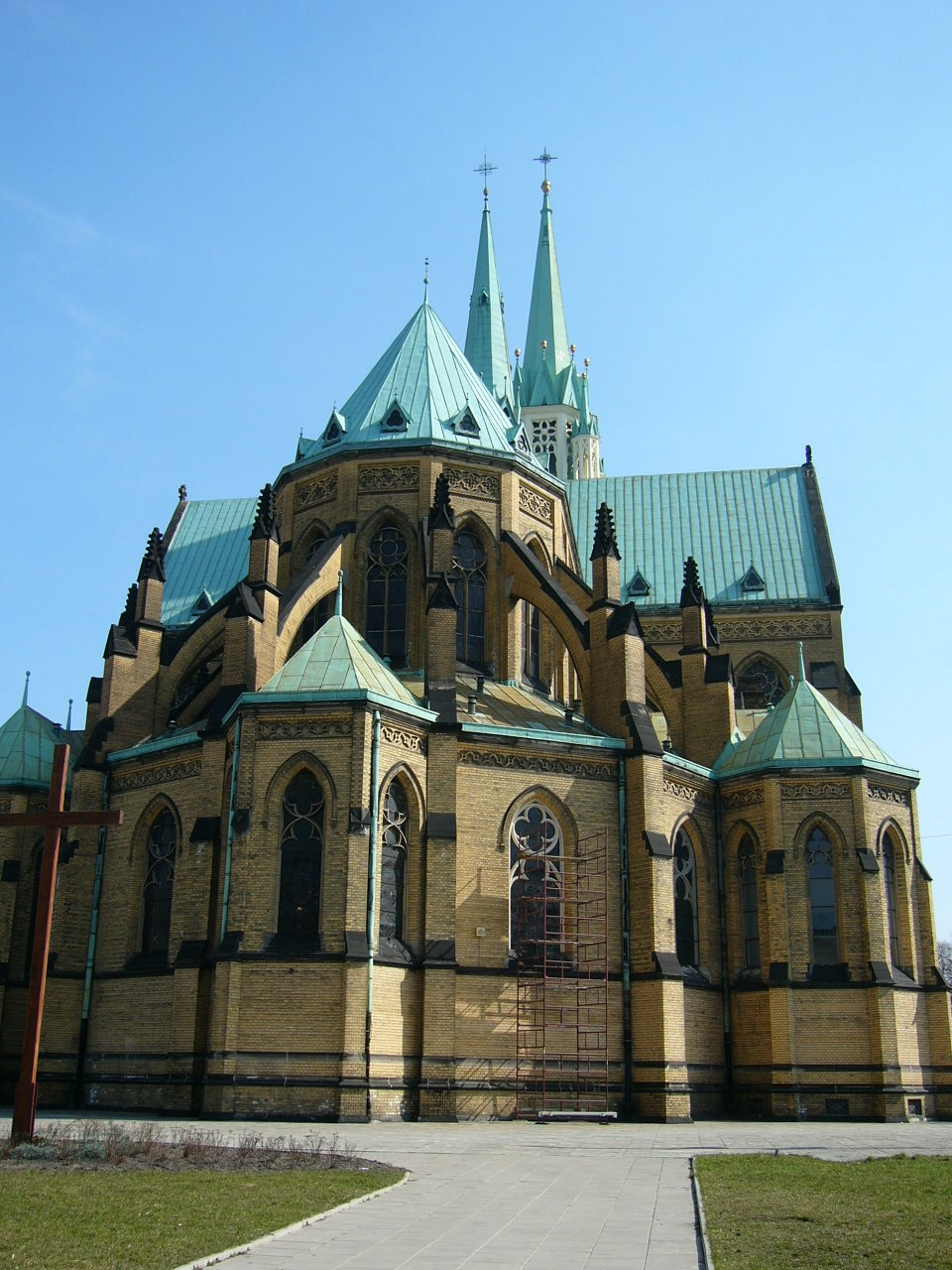
Widok z tyłu
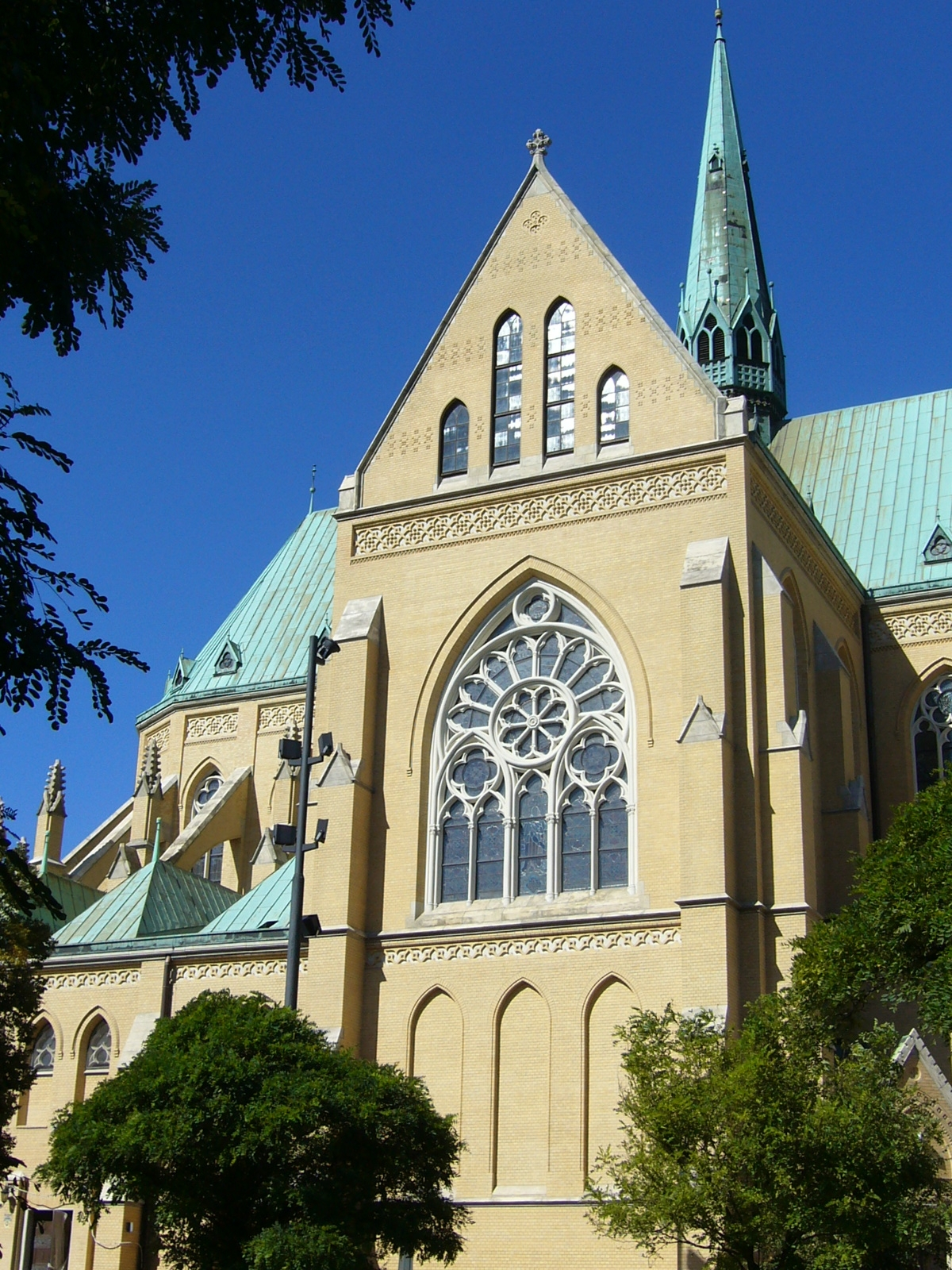
Elewacja południowa
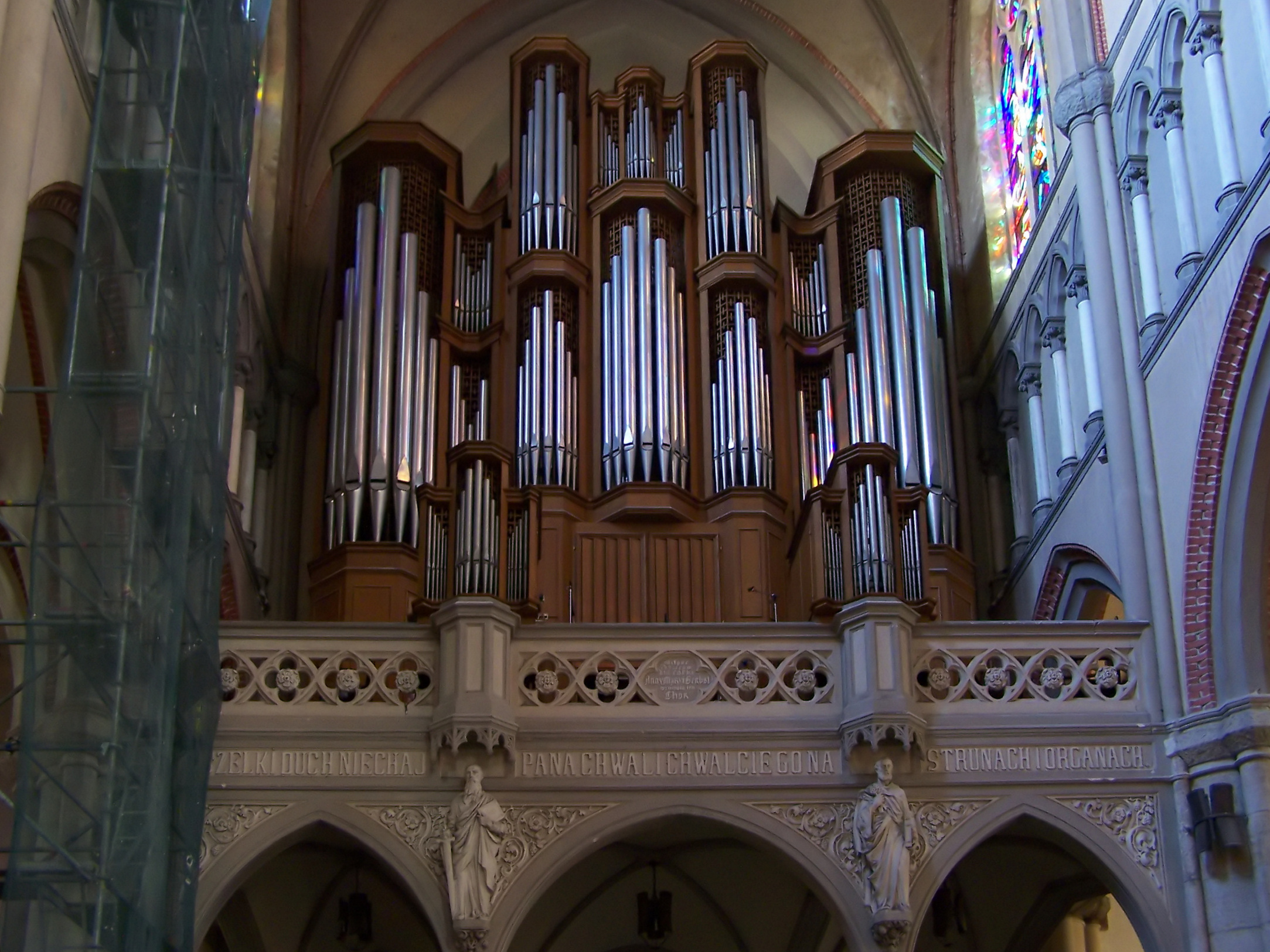
Organy
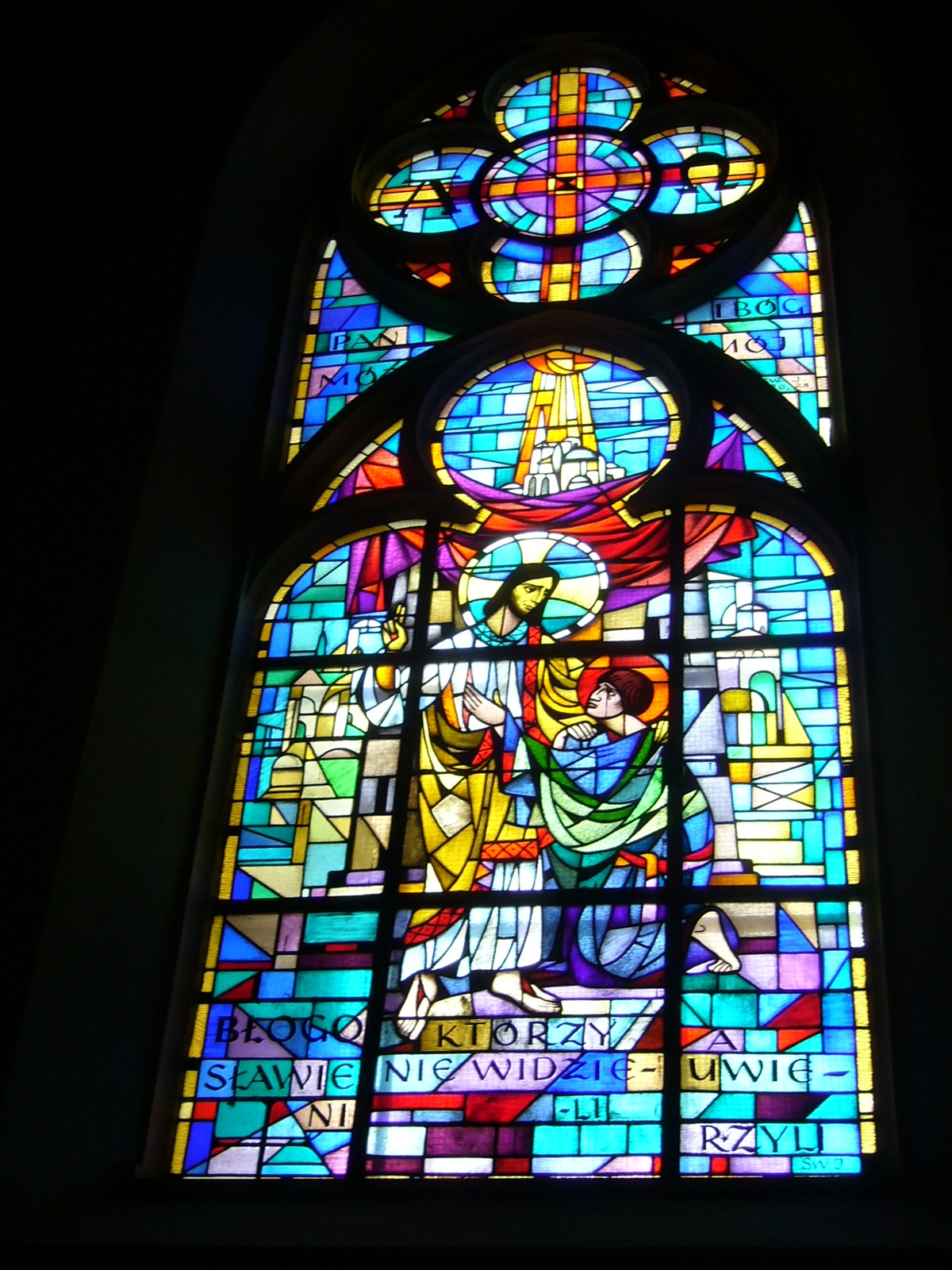
Witraż
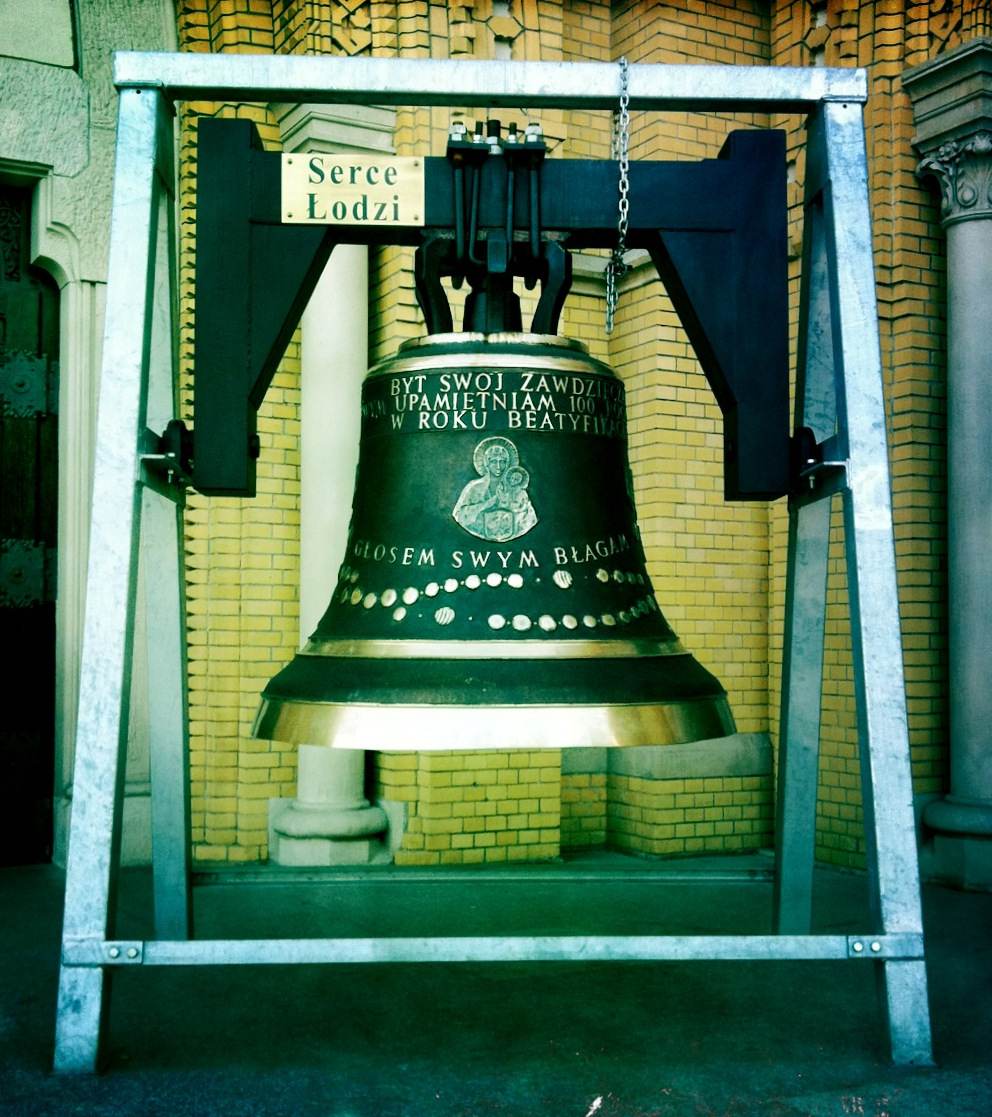
Dzwon Serce Łodzi
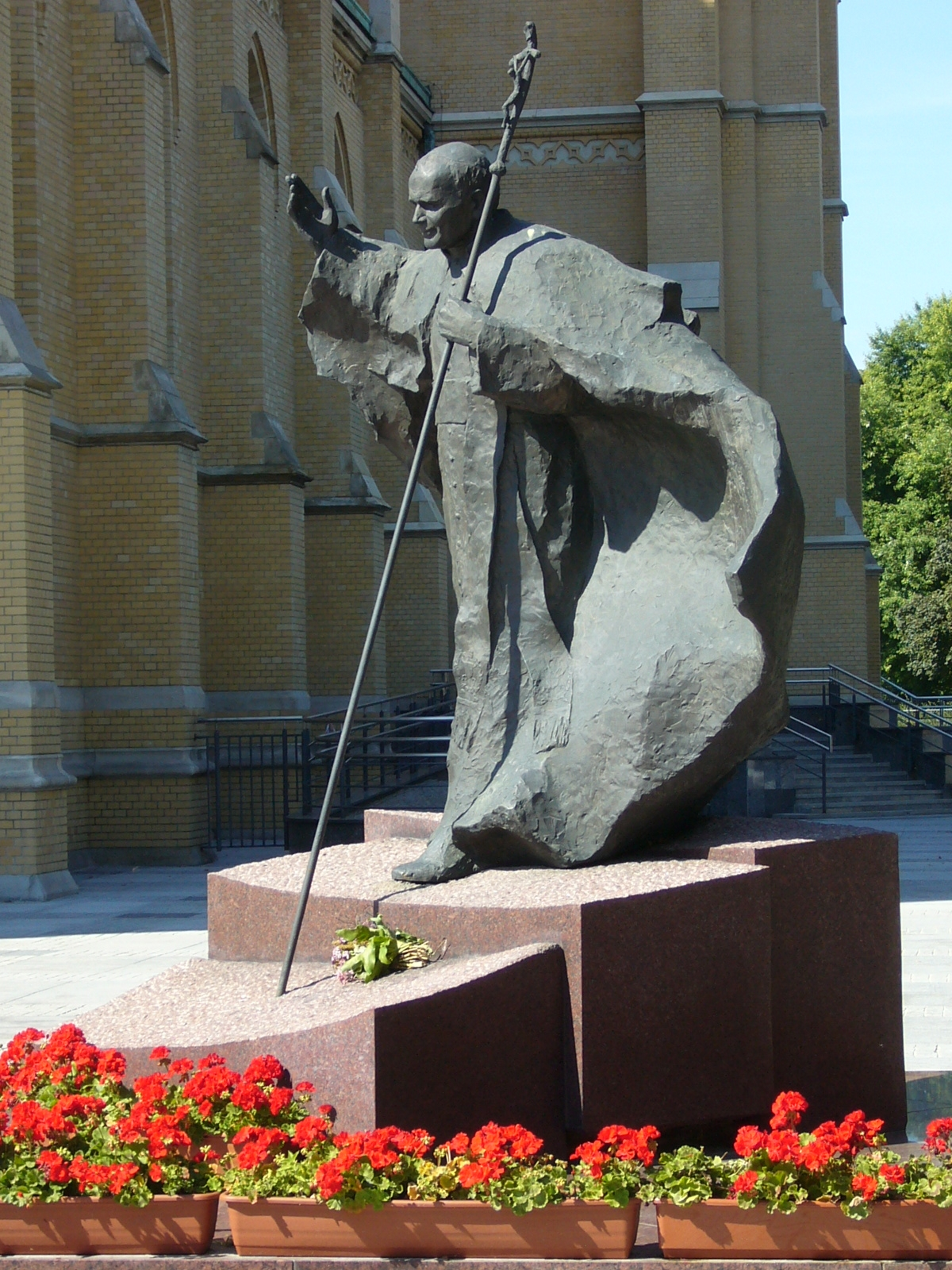
Pomnik Jana Pawła II